# Saved by the Light
Saved by the Light (tạm dịch: Ánh sáng cứu chuộc) là cuốn sách phi hư cấu năm 1994 của Dannion Brinkley mô tả trải nghiệm cận tử (TNCT) có dụng ý của ông. Paul Perry là đồng tác giả cuốn sách này. Sách được chuyển thể thành bộ phim truyền hình cùng tên năm 1995 của hãng FOX với sự tham gia diễn xuất của Eric Roberts.

## Nội dung
Brinkley tuyên bố đã bị sét đánh và chết lâm sàng trong khoảng 28 phút. Cuối cùng, ông kể về đường hầm tối tăm, thành phố pha lê và cả một "thánh đường tri thức" có tới mười ba vị "thiên thần" chia sẻ với ông hơn một trăm điều tiết lộ về tương lai, mà một số điều được ông ấy kể lại đã trở thành sự thật.

## Đón nhận

### Thành công thương mại
Trong vòng hai tuần sau khi xuất bản, 5000 bản khác đã được đem in.  Cuốn sách nằm trong bảng xếp hạng sách bán chạy nhất của The New York Times trong hơn 25 tuần và được phân phối ở hơn 20 quốc gia.
Brinkley tiếp nối cuốn sách này với các phần tiếp theo như At Peace in the Light ra mắt năm 1995, rồi tới cuốn Secrets of the Light xuất bản năm 2009, và cuốn Ten Things to Know Before You Go phát hành năm 2014.
Tác phẩm này cũng được dựng thành bộ phim cùng tên.

### Bác bỏ tính xác thực
Một số lời khẳng định của cuốn sách này về sau bị đem ra thách đố, bao gồm cả tuyên bố về địa điểm và cách thức Brinkley hồi phục cũng như thời gian ông được cho là đã chết, và những lời kể về hồ sơ nghĩa vụ quân sự của mình. Các cuộc phỏng vấn với bác sĩ của Brinkley và phóng viên đã tới phỏng vấn ông ấy cho thấy Brinkley chưa bao giờ bước chân vào bệnh viện hoặc nhà xác và Brinkley ban đầu không nói là đã chết mà chỉ cho biết ông ấy "vừa thoát ra ngoài trong vòng vài phút" và chính bà vợ đã cứu mạng mình.